# الطريق الوطنية رقم 3 (تونس)

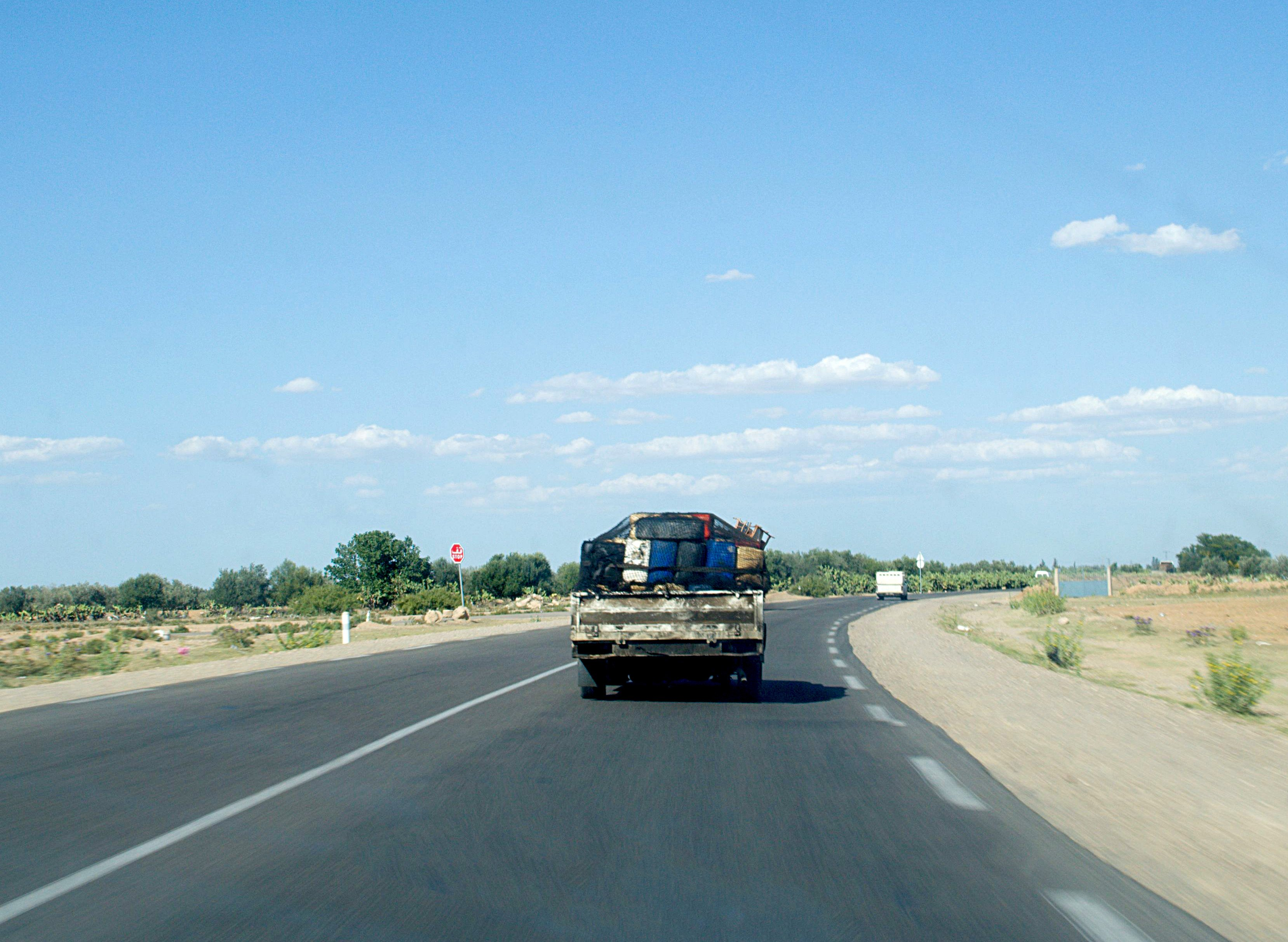

الطريق الوطنية رقم 3 أو ط و3 طريق رئيسية تونسية تصل بين مدينة الفحص ووالحدود التونسية الجزائرية قرب مدينة حزوة، وهي تمرّ بالمدن التالية على التوالي:
- الفحص،
- سيدي ناجي،
- السبيخة،
- الشبيكة،
- فندق الهوارب،
- حاجب العيون،
- جلمة،
- بئر الحفي،
- سيدي علي بن عون،
- بوعالم،
- قفصة،
- المتلوي،
- توزر،
- نفطة،
- حزوة.